# Кейт Уильямсон
Кейт Уи́льямсон (англ. Kate Williamson), урождённая Робина Джейн Спаркс (англ. Robina Jane Sparks; 19 сентября 1931, Элленвилл, Нью-Йорк — 6 декабря 2013, Энсино, Лос-Анджелес) — американская актриса.

## Биография
Робина Джейн Спаркс родилась в семье актрисы и певицы Нидии Вестман и писателя и продюсера Салатьеля Роберта Спаркса. Она начала свою актёрскую карьеру в 1977 году.
Кейт Уильямсон, в первую очередь, известна по своим ролям в телесериалах и фильмах «Разоблачение» (1994), «Эллен» (1995) и «Палач Дамер».
В июне 1954 года Кейт Уильямсон вышла замуж за актёра Аль Руссо и стала известна как Джейн Кейт Руссо. У пары родились четверо детей и они оставались вместе вплоть до смерти Руссо в ноябре 2013 года. Менее месяца спустя, 6 декабря 2013 года, Кейт умерла после продолжительной болезни. У неё осталось четверо детей и пятеро внуков.